# クロワ・デ・ブーケの戦い
クロワ・デ・ブーケの戦い（クロワ・デ・ブーケのたたかい、フランス語: Bataille de la Croix-des-Bouquets）はハイチ革命中の1792年3月22日に行われた戦闘である。

## 戦闘
ボーヴェとアンドレ・リゴー率いるムラートと有色自由人軍はポルトープランスから追われてクロワ・デ・ブーケで再編成していた。この軍勢が到着したことで、クル＝ド＝サック平原の奴隷は反乱を起こした。反乱奴隷の首領は21歳のイアサント（Yacinthe）で、武装はナイフ、槍、鍬、鉄棒の類しかなかった。反乱奴隷はポーヴェ、リゴーらの軍と合流した。
白人は反乱の鎮圧を決めた。3月22日、国民衛兵の歩兵と竜騎兵は第9歩兵連隊と第48歩兵連隊の増援を受けて鎮圧に向かい、クロワ・デ・ブーケで会戦になった。イアサント率いる反乱奴隷はほとんどがアフリカ人で、貧弱な武装しかなかったが、戦死するとアフリカで復活すると信じていたため銃剣を前にもひるまずに進み、剣で切り落とされるまで竜騎兵の馬にすがりついた。イアサントは牛の尾を手に持って前線で叫び、士気を鼓舞したり、銃弾やブドウ弾を撃ったりした。ほかにも銃眼を体で塞いで、殺されても手を離さなかった者も、銃弾を銃から取り出そうとして腕を撃たれた者もいた。
数で上回られた白人軍は混乱に陥ってポルトープランスに撤退した。ヴィクトル・シュルシェールによると、白人軍の戦死者は100人で、反乱軍の戦死者は1,200人だったという。